# Tiffany Page
Tiffany Page (født 16. april 1986) er en sangerinde fra Storbritannien.